# Base Plateau

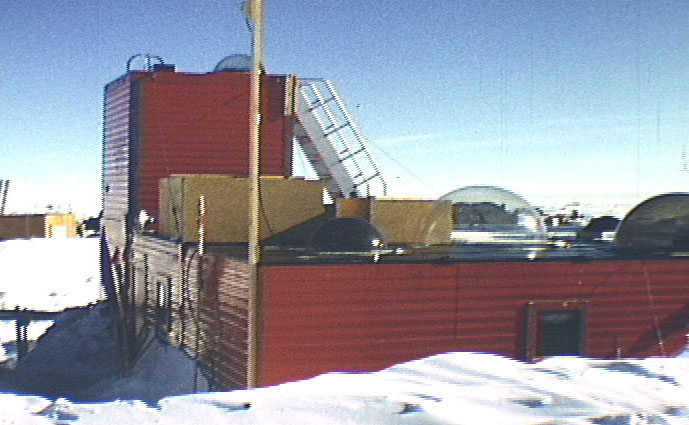
Base Plateau en 1968.

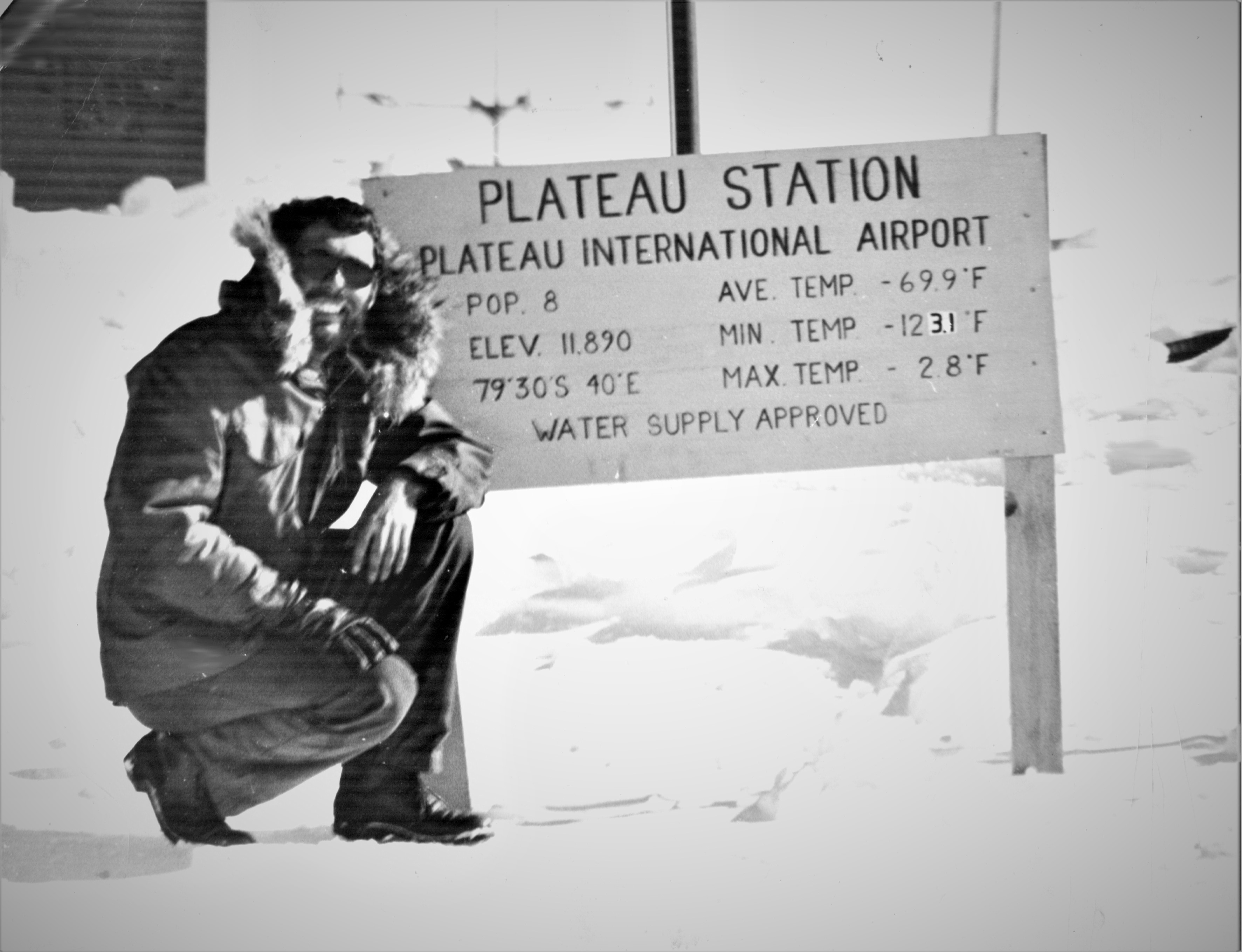
"Plateau Station International Airport" en 1968.

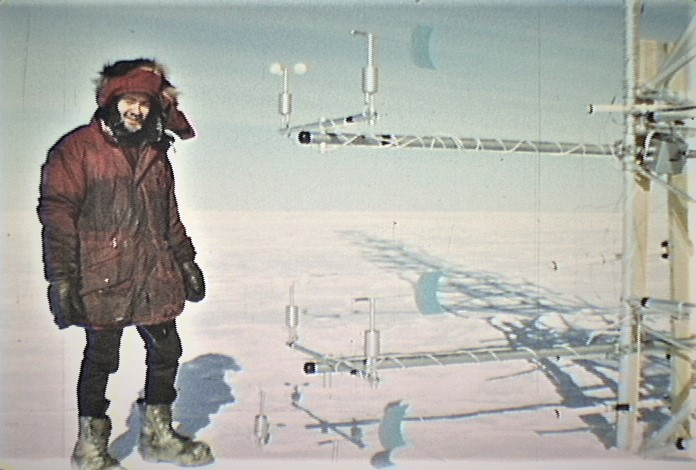
Torre micro meteorológica de la Base Plateau en 1969.

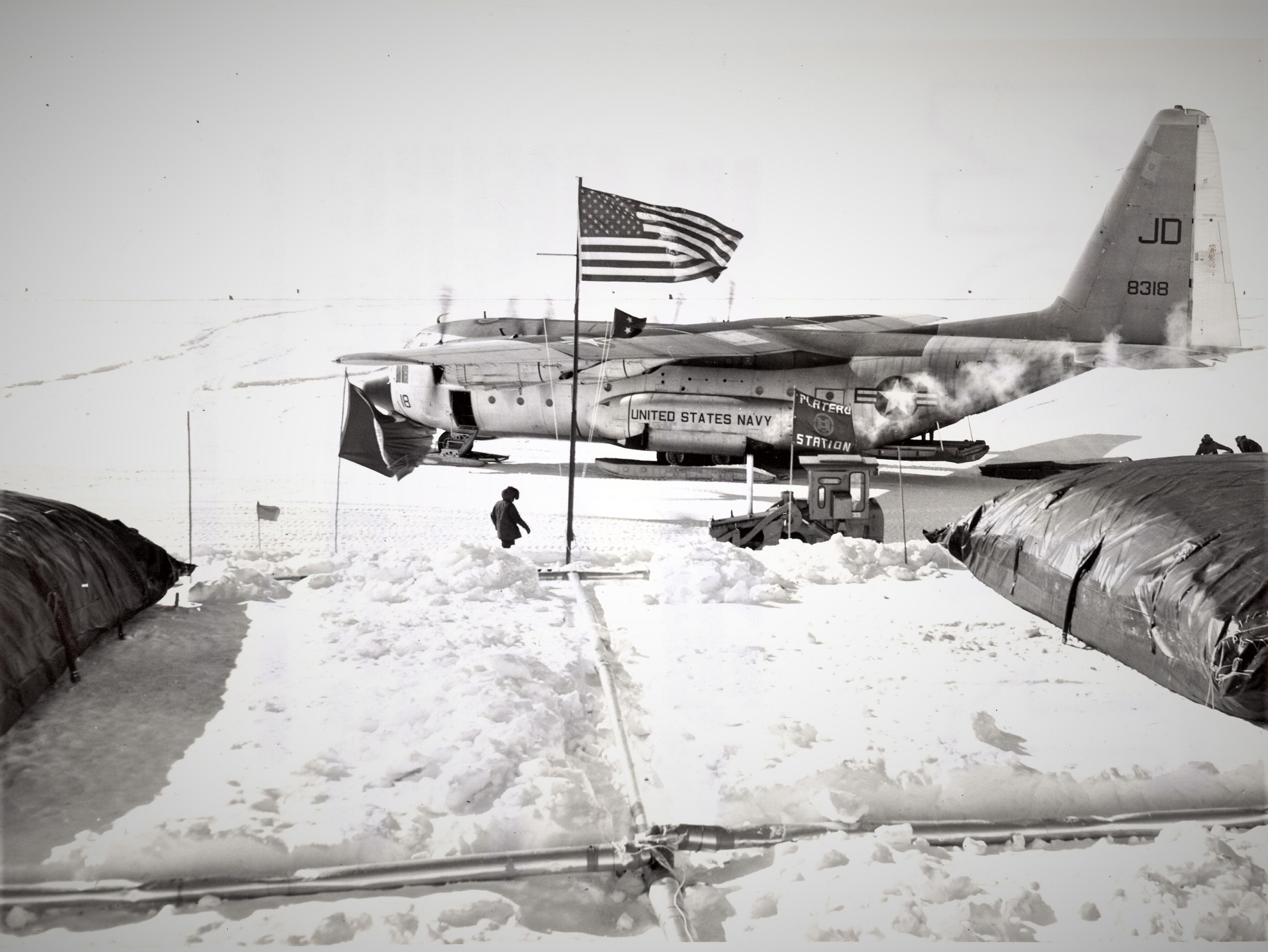
Avión en la Base Plateau.

La base Plateau (en inglés: Plateau Station, que se traduce como Estación de la Meseta) es una inactiva estación de investigación de Estados Unidos en la Antártida. Se ubica en el meseta Antártica en el interior de la Tierra de la Reina Maud.

## Historia
La construcción de la base comenzó el 13 de diciembre de 1965, y el primer equipo (llamado SPQML II) llegó a principios de 1966. La base estuvo en uso continuo hasta 29 de enero de 1969, cuando fue cerrada, pero preservada para su uso futuro. Fue la más remota y más fría base de Estados Unidos en el continente. Fue el sitio con el menor promedio de temperatura del mundo registrado durante un mes, en julio de 1968, con −99,8 grados Fahrenheit (−73,2 °C).
La fue operada por la Fundación Nacional para la Ciencia y la Armada de los Estados Unidos. Un equipo seleccionado de 4 científicos y 4 marinos operaban la base al mando de un médico naval. Durante los primeros tres años se los designaba para un servicio de dos años.
Hasta que la Base Domo Fuji fue abierta en 1995, fue el puesto de avanzada en la mayor altitud a 3624 m sobre el nivel del mar. La altura efectiva, debido al vórtice polar, fue de más de 4000 m, por lo que la base fue un lugar útil para la investigación de gran altitud. Aunque el frío nunca alcanzó el récord establecido en Base Vostok, la temperatura media fue consistentemente más baja.
Los edificios de la base fueron ensamblados a partir de cinco unidades prefabricadas llevadas por aviones Lockheed C-130 Hercules con tren de aterrizaje con esquíes. Cuatro unidades forman el edificio principal, que es 8x25 metros; y una más pequeña cabaña tipo Jamesway fue construida a 300 metros. Dos generadores diesel de 75 kW proporcionan la energía necesaria para la unidad principal; y un generador adicional se mantuvo en reserva. Además, una pista de 3500 m en el hielo fue construida para el transporte aéreo. Una torre meteorológica de 32 m de alto fue erigida con instrumentos a distintas alturas para monitorear la capa de inversión térmica del aire persistente por encima de la nieve de la Antártida.

## Investigaciones
El propósito principal de la base era la observación solar, dada la gran altitud, el aire claro, y la distancia más corta en relación con el sol durante el verano austral. Pero se encontró que la base también proporciona una oportunidad única para observar los fenómenos meteorológicos inusuales.
Las principales actividades fueron:
- Estudios micro meteorológicos: consistía en una torre equipada con instrumentos para tomar muestras múltiples de la velocidad y dirección del viento, y la temperatura. Lecturas periódicas se tomaron a varios niveles en la torre para intentar comprender la "topografía de tiempo" y cómo encajan en el marco más amplio de tiempo en el medio ambiente polar y global. La llanura de la meseta antártica hizo de la Base Plateau un "tubo de ensayo" único para este estudio.[6]
- Estudio de iluminación/absorción polar: se logró mediante la colocación de lentes multicolor con sensores que miden la intensidad de la luz que incide sobre la superficie polar. Iluminación de fuentes, tanto directas como difusas, se midieron periódicamente. La Base Plateau era ideal para las mediciones de este tipo debido a las condiciones atmosféricas relativamente claras.[7]
- Estudio de la atmósfera superior: se compuso de instrumentación que transmitía un espectro de energía de radiofrecuencia a la atmósfera. La instrumentación podía entonces medir simultáneamente la cantidad de energía que se refleja de vuelta a él desde la atmósfera superior.[8]
- Estudio geomagnético: consistía en grandes bobinas de alambre que actuaban como sensores para medir la intensidad de los campos magnéticos polares.[9]

También se tomaron muestras de núcleos de hielo, pero con poco éxito. El 29 de octubre de 1966 los habitantes del campamento experimentaron un severo terremoto de hielo que bajó la altitud por 1 cm. Esto aparentemente fue causado por cristales de escarcha debajo de la superficie.
Los equipos también fueron controlados por los efectos médicos y psicológicos, aunque resultó que la selección del personal excluyó cualquier efecto emocional notable. Se encontró menor recuento de leucocitos como resultado de menos estímulos inmunológicos en el medio ambiente estéril.
El 22 de diciembre de 2007 la Travesía Científica Noruega-Estadounidense a la Antártida Oriental visitó la base abandonada y entró en los edificios, encontrando que estaba casi intacta.

## Clima

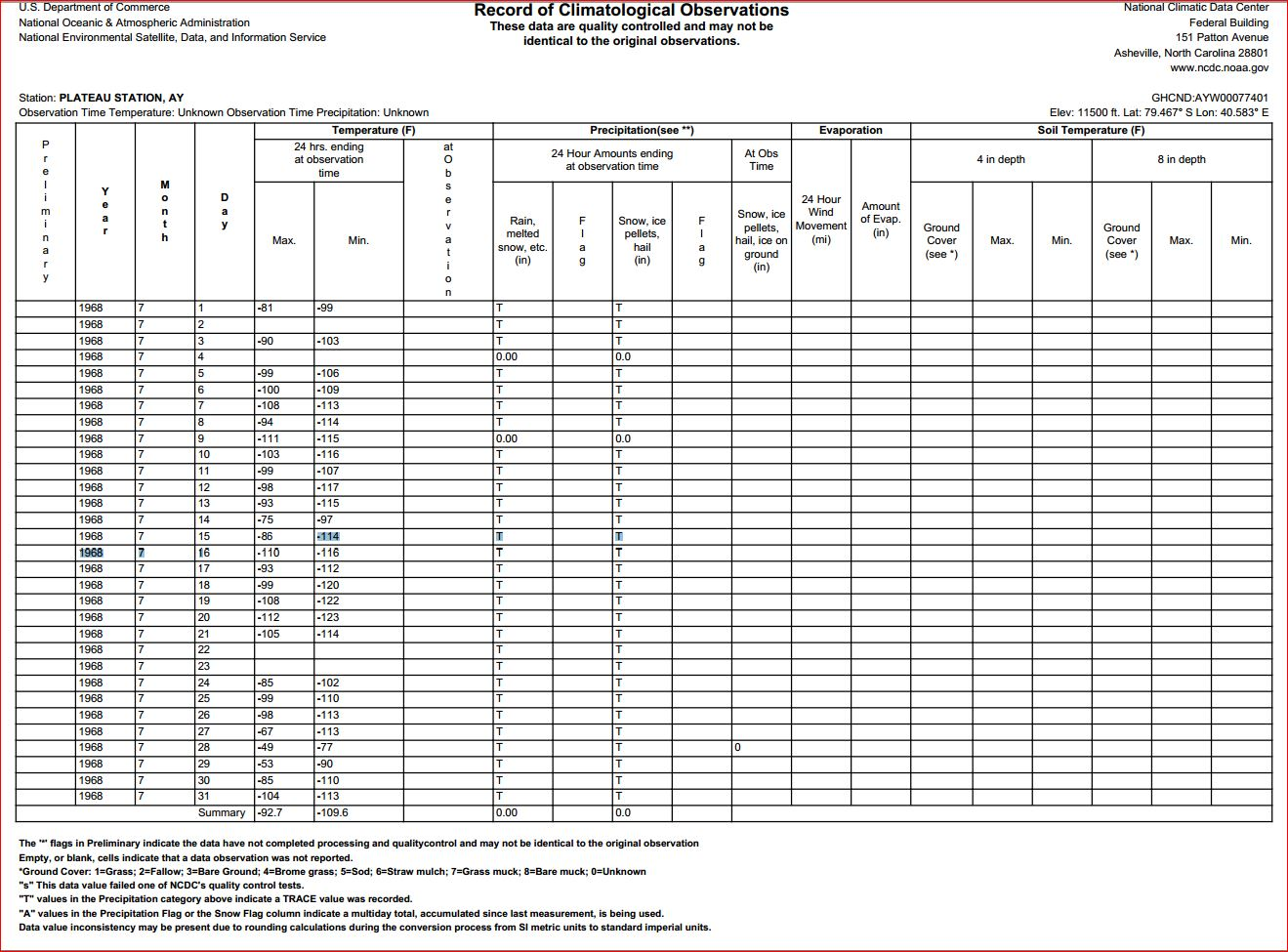
Datos de la temperatura de la Base Plateau en julio de 1968.

La Base Plateau es uno de los lugares más fríos de la Tierra y tiene un clima de capa de hielo. La temperatura más baja registrada en la Base Plateau fue de -86.2 °C el 20 de julio de 1968. La temperatura media anual es de -56,7 °C. La Base Plateau tiene veranos fríos y breves, e inviernos gélidos. El 5 de junio de 1968 la base tuvo -86.1 °C. La temperatura máxima el 20 de julio de 1968 fue de -80 °C.
| Parámetros climáticos promedio de Base Plateau | Parámetros climáticos promedio de Base Plateau | Parámetros climáticos promedio de Base Plateau | Parámetros climáticos promedio de Base Plateau | Parámetros climáticos promedio de Base Plateau | Parámetros climáticos promedio de Base Plateau | Parámetros climáticos promedio de Base Plateau | Parámetros climáticos promedio de Base Plateau | Parámetros climáticos promedio de Base Plateau | Parámetros climáticos promedio de Base Plateau | Parámetros climáticos promedio de Base Plateau | Parámetros climáticos promedio de Base Plateau | Parámetros climáticos promedio de Base Plateau | Parámetros climáticos promedio de Base Plateau |
| Mes                                            | Ene.                                           | Feb.                                           | Mar.                                           | Abr.                                           | May.                                           | Jun.                                           | Jul.                                           | Ago.                                           | Sep.                                           | Oct.                                           | Nov.                                           | Dic.                                           | Anual                                          |
| ---------------------------------------------- | ---------------------------------------------- | ---------------------------------------------- | ---------------------------------------------- | ---------------------------------------------- | ---------------------------------------------- | ---------------------------------------------- | ---------------------------------------------- | ---------------------------------------------- | ---------------------------------------------- | ---------------------------------------------- | ---------------------------------------------- | ---------------------------------------------- | ---------------------------------------------- |
| Temp. máx. abs. (°C)                           | -18.3                                          | -25.0                                          | -36.1                                          | -42.7                                          | -38.9                                          | -32.7                                          | -43.9                                          | -42.7                                          | -37.7                                          | -37.2                                          | -26.6                                          | -20.6                                          | -18.3                                          |
| Temp. máx. media (°C)                          | -24.9                                          | -39.0                                          | -53.3                                          | -58.1                                          | -58.5                                          | -61.0                                          | -60.0                                          | -64.1                                          | -57.0                                          | -52.2                                          | -40.8                                          | -28.1                                          | -49.8                                          |
| Temp. media (°C)                               | -34.3                                          | -44.3                                          | -57.3                                          | -66.8                                          | -66.9                                          | -69.3                                          | -68.2                                          | -71.3                                          | -65.2                                          | -60.2                                          | -44.7                                          | -32.2                                          | -56.7                                          |
| Temp. mín. media (°C)                          | -40.0                                          | -49.1                                          | -61.3                                          | -74.6                                          | -74.8                                          | -77.0                                          | -76.0                                          | -78.1                                          | -73.4                                          | -68.1                                          | -48.6                                          | -36.6                                          | -63.1                                          |
| Temp. mín. abs. (°C)                           | -48.9                                          | -60.5                                          | -75.5                                          | -77.7                                          | -80.5                                          | -86.1                                          | -86.2                                          | -85.0                                          | -84.4                                          | -80.0                                          | -66.1                                          | -47.7                                          | -86.2                                          |
| [cita requerida]                               |                                                |                                                |                                                |                                                |                                                |                                                |                                                |                                                |                                                |                                                |                                                |                                                |                                                |

La temperatura media de la estación fría (de abril a octubre) es de aproximadamente -70 °C, mientras que la temperatura media de la temporada de verano (de noviembre a marzo) es aproximadamente -40 °C. Aunque el frío nunca ha alcanzado el récord establecido en la estación Vostok, la temperatura media fue consistentemente más baja. Sin embargo, la temperatura más baja en el mundo fue el 10 de agosto de 2010, con -93,2 °C que se encuentra en una meseta sin nombre que se encuentra entre el domo A y el domo F.